# 明侯
明侯（めいこう）は、中国の大理国の段思廉の時代に使用された可能性のある元号。使用年代不詳。